# Hiodon
Гіодон (Hiodon) — рід кістковоязиких риб родини гіодонових (Hiodontidae).
Включає 2 види прісноводних риб з Північної Америки: Hiodon alosoides і Hiodon tergisus.
Носові кістки трубчасті й сильно вигнуті. Зяброві кришки мають загнутий відросток у задньому верхньому куті. 7-10 зябрових променів. Хвостовий плавець добре розвинений, роздвоєний. Анальний плавець помірно довгий, відрізняється в самців та самок. Черевні плавці виразні, мають по 7 променів. 54-61 луска в бічній лінії. Максимальна довжина 50 см.
Відомо декілька видів викопного роду †Eohiodon доби еоцену, цю назву вважають синонімом Hiodon.